# Ark di Bukhara
L'Ark di Bukhara è una massiccia fortezza situata nella città di Bukhara, in Uzbekistan, che è stata inizialmente costruita e occupata intorno al V secolo. Oltre ad essere una struttura militare, l'Ark ha contenuto ciò che era essenzialmente una città che, durante gran parte della storia della fortezza, è stata abitata dalle varie dinastie che dominarono l'oasi di Bukhara. L'Ark è stato utilizzato come fortezza fino a quando giunse la dominazione russa nel 1920. Attualmente, l'Ark è un'attrazione turistica e ospita musei che espongono la sua storia.

## Descrizione
L'Ark è una grande fortificazione situata nella parte nord-occidentale di Bukhara. La struttura assomiglia approssimativamente a un rettangolo, un po' allungata da ovest a est. Il perimetro delle pareti esterne è 790 m, l'area racchiusa è di 4 ettari. L'altezza delle pareti varia da 16 fino a 20 m.
L'ingresso cerimoniale nella cittadella è architettonicamente incorniciato da due torri del XVIII secolo. Le parti superiori delle torri sono collegate da una galleria, camere e terrazze. Una rampa di scale conduce attraverso un portale e un lungo corridoio coperto alla moschea del venerdì. Il corridoio coperto offre l'accesso ai magazzini e alle celle della prigione. Nel centro dell'Ark si trova un grande complesso di edifici, uno dei meglio conservati essendo della moschea di Ul'dukhtaron, che è collegata alle leggende di quaranta ragazze torturate e gettate in un pozzo.

## Origine leggendaria
Nella leggenda, il creatore dell'Ark sarebbe stato l'eroe epico Siyavusha. Da giovane, venne nascosto dalla sua matrigna nel ricco paese-oasi di Turana. Siyavusha e la figlia del governatore locale di Afrosiab si innamorarono. Il padre della ragazza permise loro di sposarsi, a condizione che Siyavusha avrebbe prima costruito un palazzo nella zona delimitata da una pelle di toro, ovviamente intesa come un compito impossibile. Ma Siyavusha tagliò la pelle di toro in strisce sottili, collegate alle estremità, e all'interno di questo limite costruì il palazzo. (Questa è essenzialmente la stessa leggenda classica di Didone e della fondazione di Cartagine, come si ricorda dall'antichità.)

## Storia

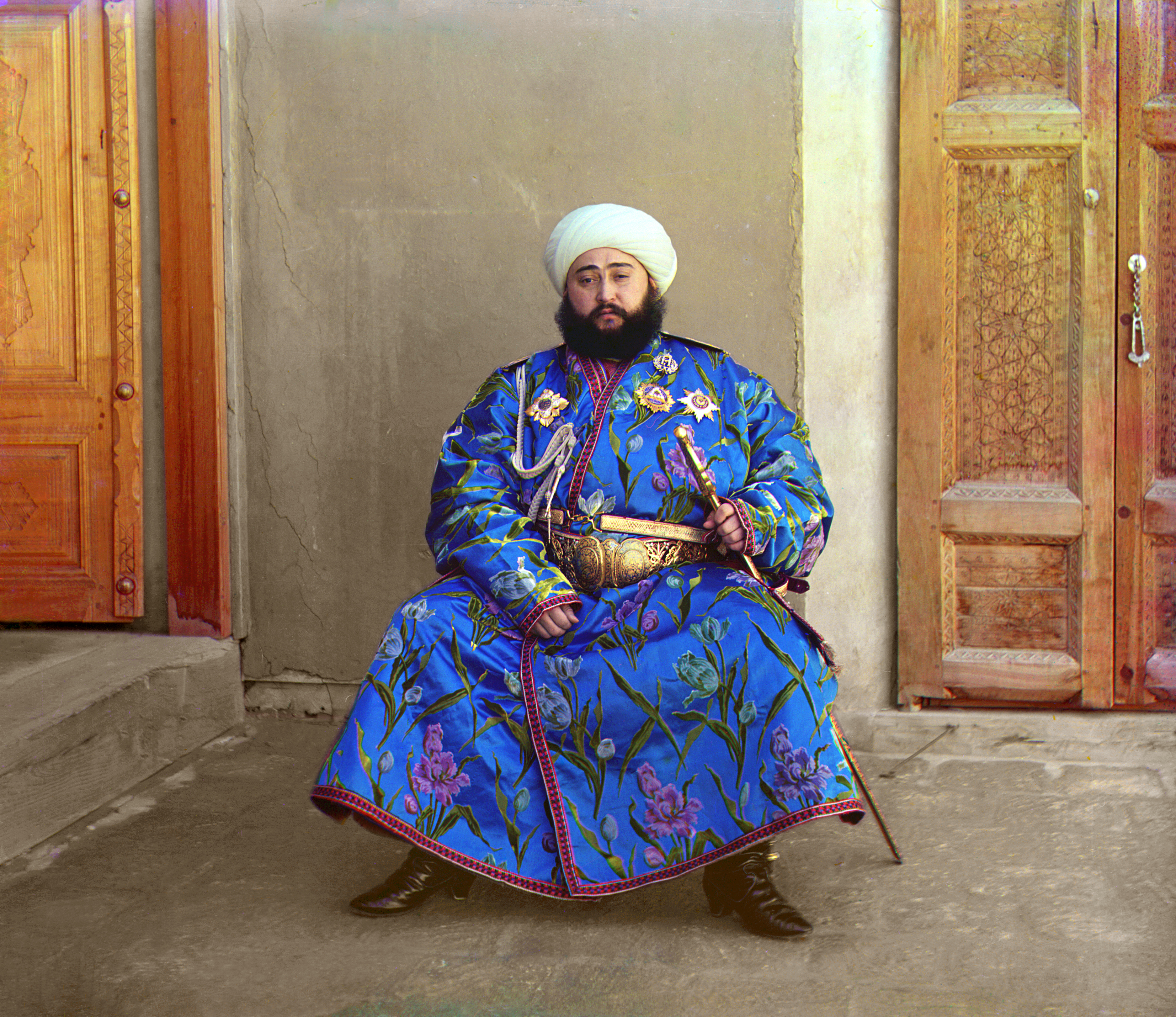
L'ultimo khan di Bukhara, spodestato dai bolscevichi nel 1920, viveva nell'Ark.

L'Ark venne costruita sui resti di strutture precedenti, che costituiscono uno strato di una ventina di metri di profondità sotto l'arco di base, gli strati indicano che le fortezze precedenti erano state costruite e distrutte sul sito.
Il primo riferimento conosciuto per l'Ark è contenuto nella "Storia di Bukhara" di Abubakra di Narshakhi (899-960). Abubakra scrisse "Biden, il sovrano di Bukhara, costruì questa fortezza, ma ben presto venne distrutta. Molte volte fu ricostruita e più volte fu distrutta." Abubakra racconta che quando l'ultimo sovrano, per ricostruirla, chiese consiglio ai suoi saggi, essi gli suggerirono di costruire la fortezza attorno a sette punti che si trovavano nello stesso rapporto tra loro come le stelle della costellazione dell'Orsa Maggiore. Così costruita, la fortezza non fu mai più distrutta.

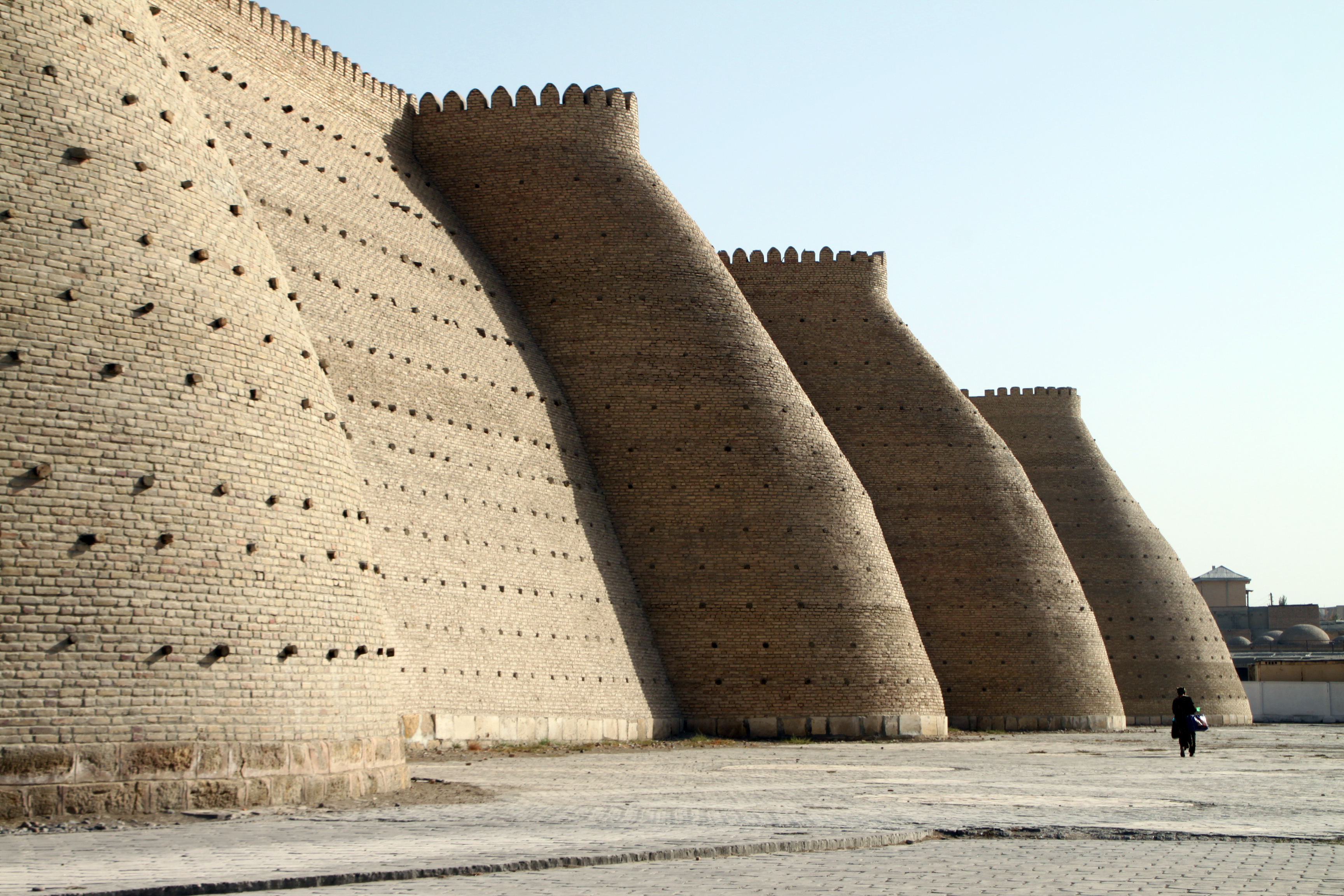
Mura dell'Ark

L'età dell'Ark non è stata stabilita con precisione, ma dal 500 d.C. era già la residenza dei governanti locali. Qui, nella solidità della cittadella, hanno vissuto gli emiri, il loro gran visir, i capi militari e numerosi servitori.
Quando i soldati di Gengis Khan conquistarono Bukhara, gli abitanti della città trovarono rifugio nell'Ark, ma i soldati mongoli riuscirono a forzare le difese e a saccheggiare la fortezza.
Nel Medioevo nella fortezza lavorarono Rudaki, Ferdowsi, Avicenna, al-Farabi, e più tardi Omar Khayyam. Anche qui è stata mantenuta una grande biblioteca, di cui Avicenna ha scritto:
Molto probabilmente, la biblioteca è stata distrutta in seguito una delle conquiste di Bukhara.
Durante la guerra civile russa, l'Ark è stata notevolmente danneggiata dalle truppe dell'Armata Rossa sotto il comando di Michail Frunze durante la battaglia di Bukhara del 1920. Frunze ordinò il bombardamento aereo dell'Ark, che ha lasciato una grande parte della struttura in rovina. Vi è anche ragione di credere che l'ultimo emiro, Alim Khan (1880-1944), che fuggì in Afghanistan con il tesoro reale, abbia ordinato di far saltare in aria l'Ark in modo che i suoi luoghi segreti (in particolare l'harem) non potessero essere profanati dai bolscevichi.

## I musei
La visita alla fortezza consente anche di vedere i diversi musei presenti all'interno dei vari edifici. Si tratta di musei legati alla storia e all'identità della zona di Bukhara.
- Museo etnografico - con gli oggetti dell'ultimo emiro di Bukhara Said Alimkhan, abiti, tappeti, porcellane e libri.
- Gabinetto numismatico - Monete prima del 1920 o ritrovate nel territorio di Bukhara. Sono presenti anche monete greco-battriane.
- Museo archeologico - Oggetti di epoca preistorica e medievale.
- Museo delle arti decorative - Oggetti, mobili e gioielleria del XIX e XX secolo ma anche singoli oggetti di altre epoche.
- Museo delle belle arti - Dipinti prima del 1932 di pittori russi in Asia centrale.
- Collezione di libri - Libri antichi del XVIII - XIX secolo, persiani e arabi.
- Museo di storia naturale - Mostra diverse specie di animali impagliati e pannelli con spiegazioni sulla geologia dell'Uzbekistan.

## Galleria d'immagini

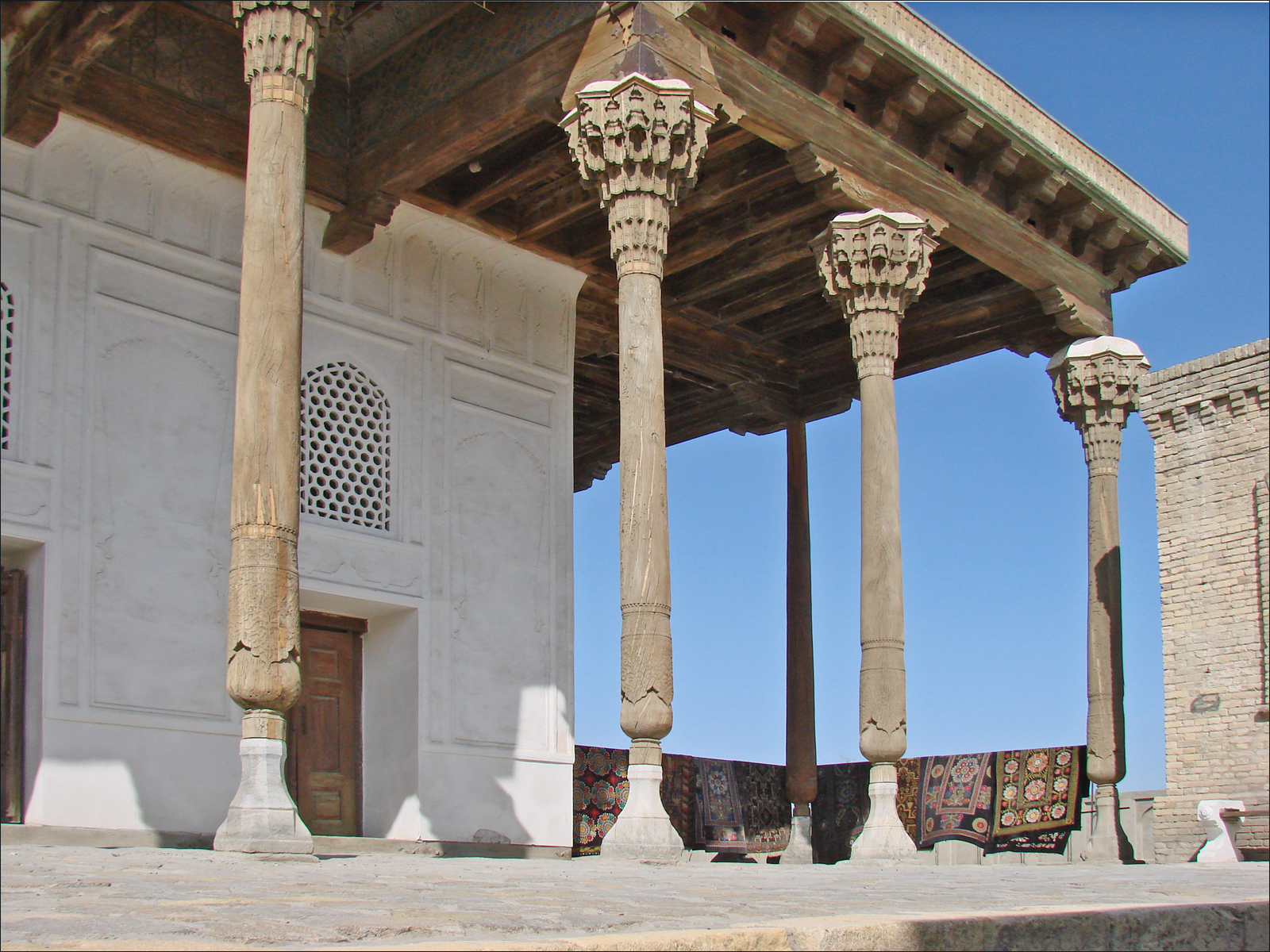
Moschea del venerdì all'interno dell'Ark
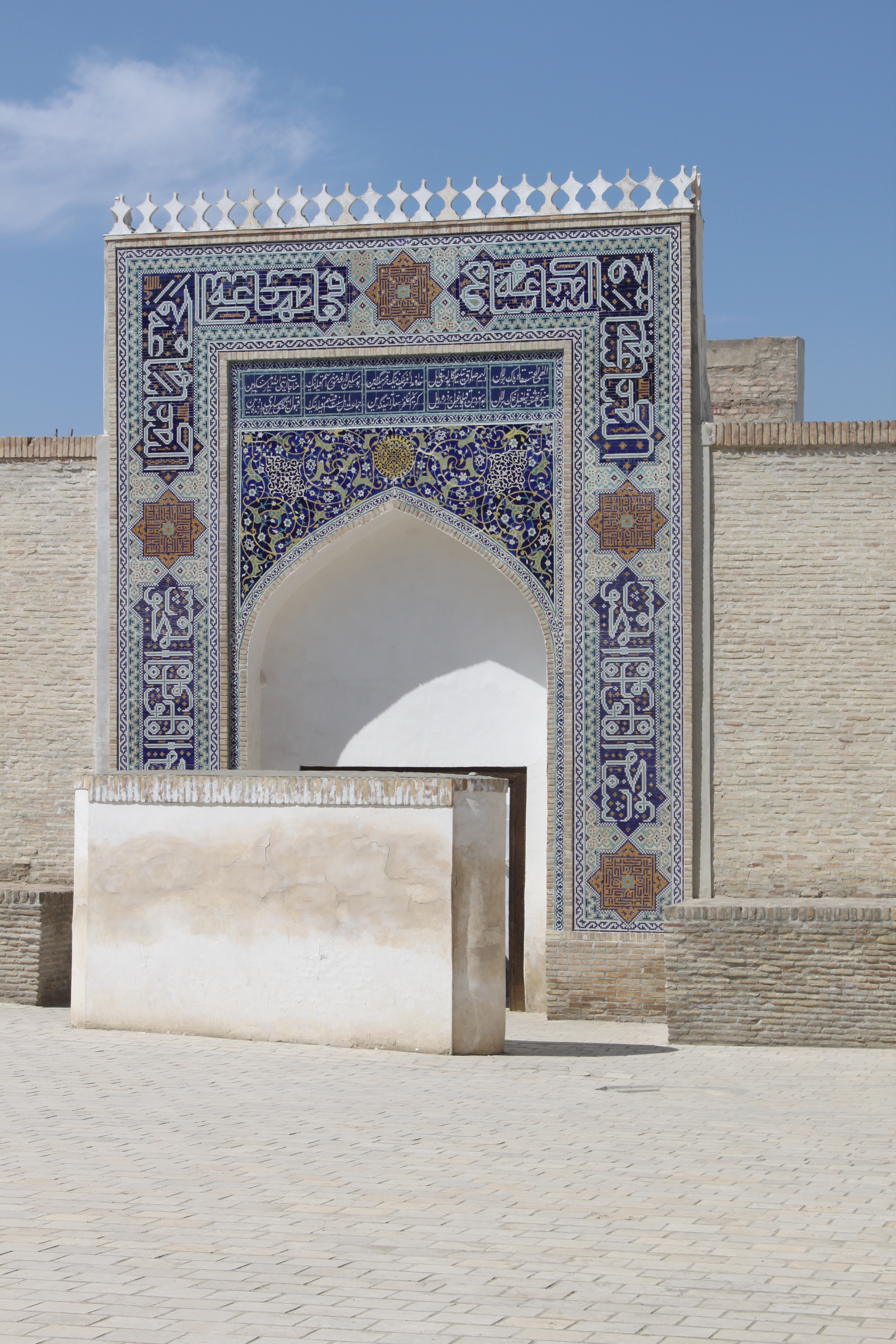
Porta di ingresso alla sala aperta del trono
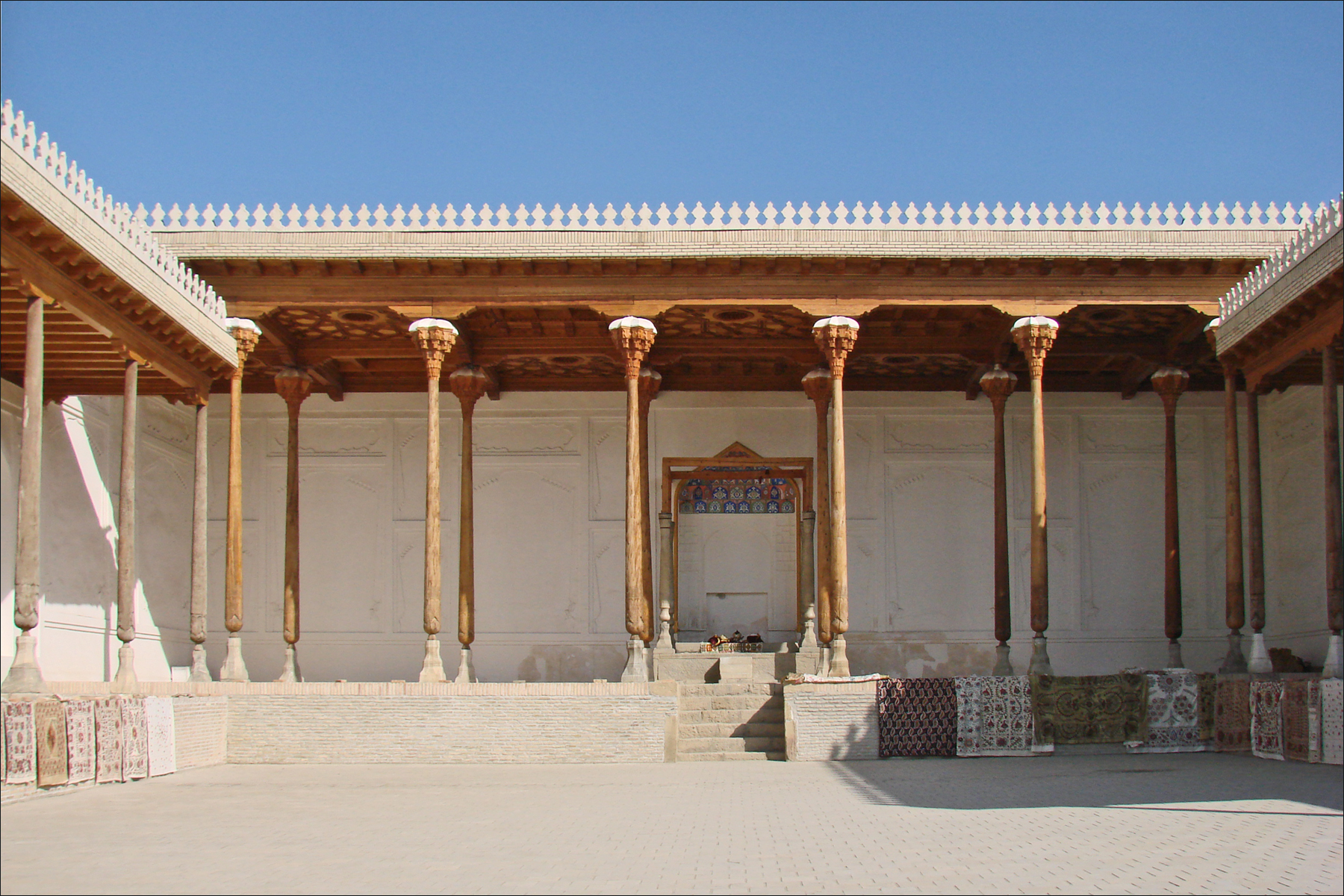
Sala aperta del trono
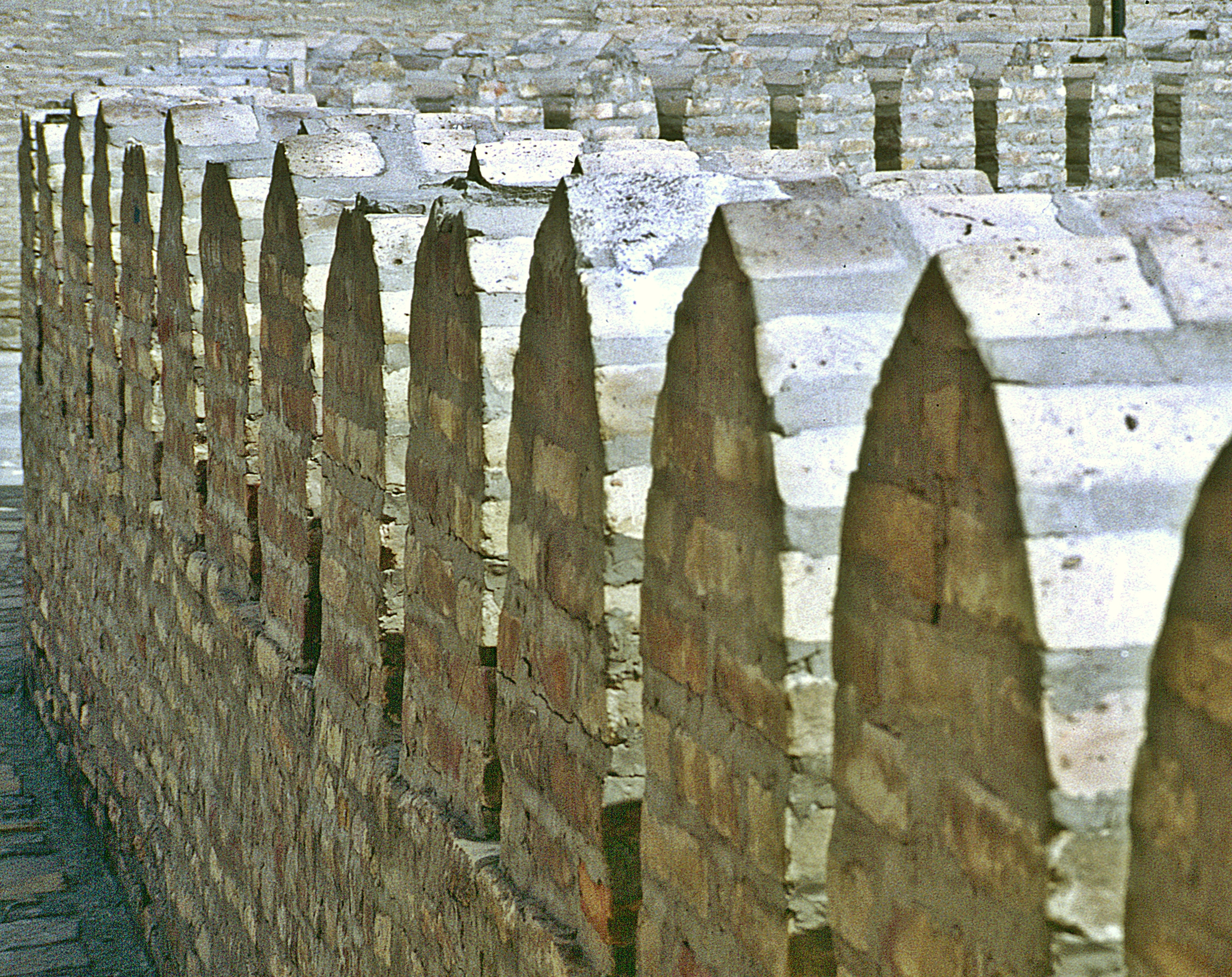
Merlature